# El Paso (Lied)
El Paso ist eine von Marty Robbins geschriebene und gesungene Country-Ballade aus dem Jahre 1959. Der im Tex-Mex-Stil gehaltene Song erzählt die Geschichte eines Mannes, der nach einer Kneipenschießerei fliehen muss und am Ende den Tod findet. Das Stück wurde ein Crossover-Hit und mit einem Grammy ausgezeichnet.

## Entstehungsgeschichte
Country-Sänger Marty Robbins hatte das Stück bereits im Dezember 1957 konzipiert. Inspiriert hatte ihn die Stadt El Paso in Texas, durch die er während der Weihnachtsfeiertage zwischen 1955 und 1957 in seine Heimatstadt Glendale in Arizona gefahren war. „Die Idee kam mir bei der Fahrt durch die Wüste zwischen El Paso und Phoenix, als sich der Song wie eine Kinostory entwickelte“, erinnerte er sich. Die Komposition blieb zunächst mehr als ein Jahr unveröffentlicht.
Im April 1959 entstanden in acht Stunden Aufnahmezeit in den Bradley Film & Recording Studios in Nashville unter Produzent Don Law zwölf Titel für das geplante Album Gunfighter Ballads and Trail Songs mit Marty Robbins (Gesang und Gitarre) und einem Teil des Nashville A-Teams als Studiomusiker, nämlich Grady Martin und Jack Pruett (Gitarre), Bob Moore (Bass), Louis Dunn (Schlagzeug) und den Glaser Brothers als Chorbegleitung. Gitarrist Grady Martin, gleichzeitig Arrangeur, präsentierte ein flamenco-ähnliches Gitarrenspiel. Der nach Mariachi klingende und auf einem Corrido beruhende Song handelt von einem Mann, der sich wegen der mexikanischen Tänzerin Feleena im Saloon Rosa’s Cantina in El Paso duelliert. 
Einen Saloon dieses Namens gab es zunächst noch nicht, er wurde erst 1961 am 3454 Doniphan Drive in den westlichen Ausläufern von El Paso eröffnet. Der Protagonist erschießt hier seinen ebenfalls in Feleena verliebten Konkurrenten und flieht, wird bei seiner Rückkehr jedoch selbst getötet. Der refrainlose Storysong reflektierte mit einer rührenden Geschichte die Erzählkunst eines Filmdramas. El Paso entstand in nur drei Takes als Teil des Albums.

## Veröffentlichung und Erfolg
Die Single El Paso/Running Gun (Columbia Records 41511) wurde im Oktober 1959 vorab ausgekoppelt. Das Album kam im Dezember 1959 auf den Markt, erreichte Rang 6 der LP-Charts und verkaufte drei Millionen Exemplare. Die im November 1959 in die Hitparaden gelangte Single El Paso setzte über zwei Millionen Stück innerhalb von nur sechs Monaten und insgesamt fünf Millionen Exemplare um.
Das Lied entwickelte sich zu einem Crossover-Erfolg, denn es belegte für sieben Wochen den ersten Rang der Country-Charts und war für zwei Wochen Platz eins in den Pop-Charts. Die lange Single-Version besitzt eine Spieldauer von 4:37 min, die editierte Radioversion („Special Radio Station Edition“; 2:58 min) ermöglichte im Hitparaden-Radio ein häufigeres Airplay. In Großbritannien gelangte der Titel auf Rang 19, in Deutschland auf Rang 38 der Charts.
El Paso wurde als erster Country-Song mit einem Grammy ausgezeichnet, und zwar in der Kategorie „bester Country-Song eines Mannes“. Zudem erhielt Robbins für den Song den BMI Country Award 1960 und den BMI Pop Award 1960. Der große Erfolg veranlasste das Plattenlabel Columbia Records zur Wiederveröffentlichung El Paso / A White Sport Coat (33013) im Februar 1961. Das Magazin Country America platzierte El Paso 1992 auf Rang 6 der „größten Country-Songs“. Die Stadt El Paso ehrte Marty Robbins und benannte einen städtischen Park und ein Erholungszentrum nach ihm. El Paso wurde 1998 mit einem Grammy Hall of Fame Award ausgezeichnet. Der Titel konnte sich auf Rang 338 der Songs of the Century platzieren.

## Coverversionen
Es existieren mindestens 21 Coverversionen. Vince Eager (Januar 1960; B-Seite von Why), Bob Cort (Januar 1960) und Rikki Henderson (Februar 1960) brachten zunächst britische Fassungen heraus, Lolita und das Western Trio brachten El Paso mit deutschem Text von Fini Busch auf den Markt (EP Lolita; Mai 1960; Rang 15), es folgte Lale Andersen (Juli 1960). The Brothers Four brachten wiederum die englischsprachige Fassung auf den Markt (Mai 1963), Grady Martin präsentierte eine Instrumentalversion (LP Instrumentally Yours; Oktober 1963; veröffentlicht im April 1965). Grateful Dead übernahm El Paso zehn Jahre nach Veröffentlichung des Originals im Juli 1970 im Fillmore East in ihr Repertoire und spielte ihn oft auf ihren Tourneen. Die Mills Brothers coverten El Paso im August 1992 ebenfalls.